# Hans-Werner Henn
Hans-Werner Henn (1954) é um matemático alemão. Trabalha com topologia algébrica.

## Obras
- com William G. Dwyer Homotopy theoretic methods in group cohomology, Birkhäuser 2001
- com  Dieter Puppe: Algebraische Topologie. In: Gerd Fischer u.a.: Ein Jahrhundert Mathematik 1890-1990 – Festschrift zum Jubiläum des DMV. Vieweg 1990
- com Jean Lannes, Lionel Schwartz The categories of unstable modules and unstable algebras over the Steenrod algebra modulo nilpotent objects. Amer. J. Math., Band 115, 1993, S. 1053-1106.
- Henn, Lannes, Schwartz Localizations of unstable A-modules and equivariant mod p cohomology, Mathematische Annalen, Band 301, 1995, S.23-68
- com Paul Goerss, Mark Mahowald, C. Rezk A resolution of the K(2)-local sphere at the prime 3, Annals of Mathematics, Band 162, 2005, S. 777–822
- com Paul Goerss, Mark Mahowald A resolution of the K(2)-local sphere at the prime 3, Annals of Mathematics, 162, 2005, 777-822, Arxiv
- Recent developments in chromatic stable homotopy theory, pdf